# Nixxes Software
Nixxes Software BV ist ein niederländischer Computerspielentwickler aus Utrecht. Das Studio ist Spezialist für die Portierung von Computerspielen auf zusätzliche Plattformen und gehört über die PlayStation Studios zum Sony-Konzern. In der Vergangenheit arbeitete das Unternehmen hauptsächlich im Auftrag des Publishers Eidos Interactive und dessen späteren Mutterkonzerns Square Enix.

## Geschichte
Das Unternehmen wurde 1999 von Jurjen Katsman gegründet. Der Unternehmensname ist eine Anlehnung an den von Katsman in der Demoszene genutzten Nickname „NiX“. Katsman hatte zuvor für den britischen Publisher Eidos Interactive gearbeitet, der ihn 1998 in die USA zu seinem Tochterstudio Crystal Dynamics schickte, um dort die Arbeitsweise der technischen Entwicklung anzuschauen. Nach einigen Monaten reifte bei Katsman jedoch der Entschluss, in die Niederlande zurückkehren. Von Crystal Dynamics erhielt er die Anfrage, ob er die Portierung von Legacy of Kain: Soul Reaver für die Spielkonsole Dreamcast übernehmen möchte. Zunächst als Ein-Mann-Unternehmen auf Katsmans Dachboden gestartet, erhielt Nixxes weitere Aufträge von Crystal Dynamics, unter anderem zu deren Kernmarke Tomb Raider. Seit der Übernahme von Eidos durch den japanischen Publisher Square Enix kamen auch Aufträge von anderen Entwicklerstudios innerhalb des Konzerns hinzu, darunter zu Kernmarken wie Deus Ex (für Eidos Montreal) und Hitman (für IO Interactive). Dabei war Nixxes oft bereits von Beginn der Programmierphase an in die Projekte eingebunden und entwickelte für eine zeitgleiche Veröffentlichung die Portierungen bereits parallel zum und in Abstimmung mit dem Hauptentwicklungsstudio.
Nach Angaben Katsmans in einem Interview 2011 strebt das Unternehmen keine Eigenentwicklungen an, da Katsman keine Leidenschaft für das Game Design hegt und seinen Schwerpunkt in der technischen Dienstleistung sieht. Am 1. Juli 2021 gab Sony die Übernahme des Unternehmens und die Eingliederung in den Unternehmensbereich PlayStation Studios bekannt.

## Veröffentlichte Spiele
Sämtliche Veröffentlichung sind Auftragsarbeiten zur Portierung auf eine oder mehrere weitere Plattformen. Angegeben sind hier nur die von Nixxes entwickelten Fassungen.
| Jahr | Titel                                | Studio                   | Plattform               |
| ---- | ------------------------------------ | ------------------------ | ----------------------- |
| 2000 | Legacy of Kain: Soul Reaver          | Crystal Dynamics         | Dreamcast               |
| 2001 | Legacy of Kain: Soul Reaver 2        | Crystal Dynamics         | Windows                 |
| 2002 | Legacy of Kain: Blood Omen 2         | Crystal Dynamics         | GameCube, Windows, Xbox |
| 2003 | Legacy of Kain: Defiance             | Crystal Dynamics         | Windows, Xbox           |
| 2005 | Project Snowblind                    | Crystal Dynamics         | Windows, Xbox           |
| 2006 | Tomb Raider: Legend                  | Crystal Dynamics         | Windows, Xbox           |
| 2007 | Tomb Raider: Anniversary             | Crystal Dynamics         | Windows                 |
| 2008 | Tomb Raider: Underworld              | Crystal Dynamics         | PlayStation 3, Windows  |
| 2010 | Kane & Lynch 2: Dog Days             | IO Interactive           | Windows                 |
| 2010 | Lara Croft and the Guardian of Light | Crystal Dynamics         | PlayStation 3, Windows  |
| 2011 | Deus Ex: Human Revolution            | Eidos Montreal           | Windows                 |
| 2012 | Hitman: Absolution                   | IO Interactive           | Windows                 |
| 2013 | Tomb Raider                          | Crystal Dynamics         | PlayStation 3, Windows  |
| 2014 | Tomb Raider                          | Crystal Dynamics         | PlayStation 4           |
| 2014 | Thief                                | Eidos Montreal           | Windows                 |
| 2014 | Lara Croft and the Temple of Osiris  | Crystal Dynamics         | PlayStation 4, Windows  |
| 2015 | Rise of the Tomb Raider              | Crystal Dynamics         | Xbox 360, Windows       |
| 2016 | Rise of the Tomb Raider              | Crystal Dynamics         | PlayStation 4           |
| 2016 | Deus Ex: Mankind Divided             | Eidos Montreal           | Windows                 |
| 2018 | Shadow of the Tomb Raider            | Crystal Dynamics         | Windows                 |
| 2020 | Marvel’s Avengers                    | Crystal Dynamics         | Windows                 |
| 2022 | Marvel’s Spider-Man Remastered       | Insomniac Games          | Windows                 |
| 2022 | Marvel’s Spider-Man: Miles Morales   | Insomniac Games          | Windows                 |
| 2023 | Ratchet & Clank: Rift Apart          | Insomniac Games          | Windows                 |
| 2024 | Horizon: Forbidden West              | Guerrilla Games          | Windows                 |
| 2024 | Ghost of Tsushima                    | Sucker Punch Productions | Windows                 |
| 2025 | Marvel’s Spider-Man 2                | Insomniac Games          | Windows                 |